# New jack swing
New jack swing ou swingbeat é um estilo musical híbrido, popular entre o fim da década de 1980 e meados da década de 1990. O estilo se originou do terceiro álbum de Janet Jackson, Control, de 1986. Sua influência, junto com o hip-hop, penetrou na cultura pop e foi o som definitivo da cena inventiva dos clubes de Nova York. Ele funde os ritmos, amostras e técnicas de produção de hip hop e dance-pop com o som urbano do R&B contemporâneo. O new jack swing desenvolveu-se como muitos estilos musicais anteriores, combinando elementos de estilos antigos com novas sensibilidades. Ele usou vocais no estilo R&B, cantados sobre instrumentação influenciada pelo estilo hip-hop e Dance-pop. O som do new jack swing vem das batidas de "swing" do hip hop criadas por caixa de ritmos e por samplers de hardware, populares durante a Era de Ouro do Hip Hop, com o estilo contemporâneo de R&B.
O dicionário on-line da Merriam-Webster define new jack swing como "música pop geralmente tocada por músicos afrodescendentes que combina elementos de jazz, funk, rap, rhythm and blues ". O novo jack swing seguiu a tendência de usar batidas e músicas amostradas e também criou batidas usando o então novo SP-1200 Sampler e a bateria eletrônica Roland TR-808 para estabelecer uma "batida insistente sob linhas de melodia leves e vocais claramente enunciados".
O Roland TR-808 foi amostrado para criar ritmos distintos, sincopados e oscilantes, com seu som de caixa sendo especialmente proeminente. Dois exemplos seriam "Groove Me", do Guy, que mostra "Funky President (People It's Bad)", "My Thang" e "The Champ", além de sua própria bateria e "Right or Wrong" do Mind, que funde bateria afiada efeitos de reverberação e uma amostra em loop oculta do Funky Drummer. Os principais produtores foram Timmy Gatling, Babyface e LA Reid, Bernard Belle, Jimmy Jam e Terry Lewis e Teddy Riley.

## História
Uma colaboração entre ex-membros do grupo musical do Minneapolis The Time Jimmy Jam e Terry Lewis e Janet Jackson originou o estilo que ficou conhecido como new jack swing com o terceiro álbum de estúdio de Jackson, Control (1986). Jam e Lewis usaram influências semelhantes com a bateria influenciada pelo hip-hop, com estilos de R&B mais suaves na produção. Embora Jackson já tivesse sido popular na música R&B, Control estabeleceu seu sucesso no mercado da música popular. O Musicólogo Richard J. Ripani PhD, autor de The New Blue Music: Changes in Rhythm & Blues, 1950–1999(2006), observou que o álbum foi um dos primeiros discos de sucesso a influenciar a ascensão do novo jack swing, criando uma fusão de R&B, rap, funk, disco e percussão sintetizada. O som do new jack swing é particularmente evidente no segundo single, "Nasty". O sucesso de Control, de acordo com Ripani, preencheu a lacuna entre R&B e rap. Ele afirma que "desde que o álbum de Jackson foi lançado em 1986 e teve um enorme sucesso, não é razoável supor que isso tenha tido pelo menos algum impacto nas novas criações de Teddy Riley nas criações de new jack swing de Teddy Riley". Os primeiros discos do Mantronix em meados da década de 1980 também apresentavam elementos do new jack swing.
O termo "new jack swing" foi cunhado em 18 de outubro de 1987, no perfil do Village Voice de Teddy Riley por Barry Michael Cooper. "New Jack" era um termo de gíria (que significa "Johnny-come-lately" ou "Johnny chega tardiamente") usado em uma música do Grandmaster Caz, do Cold Crush Brothers, e "swing" foi planejado por Cooper para desenhar uma "analogia entre a música tocada nos bares ilegais (speakeasy) do tempo de F. Scott Fitzgerald e as  "crackhouses" do tempo de Teddy Riley." O nome original de Teddy Riley para a música era "sophisticated bubblegum music" (música chiclete sofisticada).
O termo "new jack swing" descreve o som produzido e projetado pelo artista e produtor de R & B / hip hop Teddy Riley. Riley é um cantor e compositor americano de R&B e hip hop, e produtor de discos. Ele liderou a banda Guy no final dos anos 80 e Blackstreet nos anos 90. Riley disse: "Eu defino o termo [new jack swing] como um garoto novo no quarteirão que está balançando". A característica definidora da música de Riley foi a introdução de batidas de balanço, "um padrão rítmico usando trigêmeos de 16ª nota acentuados por excêntricos". Em entrevista à Revolt TVem 2017, Andre Harrell chamou Riley de inventor do som, chamando-o de "o rei do New Jack Swing, porque ele o inventou".
O site de música VH1.com observa que, enquanto nos anos 2000 "hip-hop e R&B estão beijando primos", no início dos anos 80, "os dois gêneros raramente eram mencionados no mesmo hálito". No entanto, no final da década de 1980, "durante a era do high-top fade e das calças de para-quedas, o produtor Teddy Riley e o chefe da gravadora Andre Harrell fundiram com sucesso e comercializaram os dois sons em uma música sexy e exclamatória que os críticos denominaram new jack swing. desencadeou uma revolução". Riley afirmou que antes do New Jack Swing, "Rappers e cantores não queriam nada um com o outro", porque "Os cantores eram suaves, os rappers eram de rua". O novo estilo de Riley misturou "melodia doce e grandes batidas". As sensibilidades da fusão dos estilos de Riley mudariam para sempre a combinação de música pop / hip-hop e foram ainda mais popularizadas com o domínio da Bad Boy no final dos anos 90, através das mesmas técnicas. Riley, um garoto de 19 anos do Harlem, tornou-se rapidamente um produtor da lista A e recebeu grandes taxas para adicionar seu som a grandes projetos artísticos. A estética da cultura também se espalhou para o grande público branco através de grupos populares como o New Kids on the Block.